# Уильямс, Дэвид
Сэр Дэвид Уильямс (англ. Sir David Williams; 22 октября 1921, Эшфорд, Кент, Великобритания — 16 июля 2012, Сток Габриэль, Девон, Великобритания) — британский государственный и военный деятель, губернатор Гибралтара (1982—1985).

## Биография
Участник Второй мировой войны.
- 1970—1972 гг. — флагман, второй командующий Восточным флотом,
- 1972—1974 гг. — директор ВМС по личному составу и вопросам образования,
- 1974—1976 гг. — Верховный лорд-адмирал,
- 1976—1979 гг. — командующий флотом метрополии,
- 1980—1982 гг. — председатель клуба Королевского военно-морского флота 1765 & 1785,
- 1982—1985 гг. — губернатор Гибралтара.

Являлся вице-президентом Группы друзей Гибралтара.